# Malek Fakhro
Malek Issam Fakhro (in arabo مَالِك عِصَام فَخْرُو‎?; Essen, 14 dicembre 1997) è un calciatore tedesco naturalizzato libanese, attaccante dell'Hallescher e della nazionale libanese.

## Biografia
I suoi genitori lasciarono il Libano nel 1985 a causa della guerra civile in corso. Crebbe con altri sei fratelli nel distretto di Schonnebeck di Essen, in Germania. Dopo aver terminato la scuola secondaria, iniziò un apprendistato in meccatronica automobilistica, sebbene il suo obiettivo principale rimase il calcio.

## Carriera

### Club
Dopo aver giocato nelle giovanili del Rot-Weiss Essen dall'età di sei anni, si trasferì allo Schwarz-Weiß Essen nel 2011, con cui esordì in prima squadra nel 2016. Nel maggio del 2020, dopo una partita dell'Oberliga (quinto livello) tra lo Schwarz-Weiß Essen e lo Straelen, la sua prestazione impressionò il presidente dello Straelen, il quale firmò il giocatore poco dopo. Con la squadra neopromossa in Regionalliga (quarto livello) segnò nove reti in 27 presenze nella stagione 2020-2021.
Dopo una stagione al Lubecca, dove segnò nove reti, firmò per il Bocholt nel 2022 con cui segnò 30 gol in due stagioni. Finì la stagione 2023-2024, la sua ultima al Bocholt, come secondo capocannoniere della Regionalliga con 15 reti.
Il 4 giugno 2024, si trasferì al Duisburg insieme Dietmar Hirsch, il suo allenatore del Bocholt. Il 14 marzo 2025, segnò una doppietta contro lo Schalke 04 II, aiutando la sua squadra a vincere 4-0 e ad allungare il distacco come capolista in campionato.

### Nazionale
Fu convocato per la prima volta nella nazionale libanese il 5 novembre 2024, per le amichevoli contro Thailandia e Birmania. Fece il suo debutto il 14 novembre, giocando come titolare in un pareggio per 0-0 contro la Thailandia. Contro la Birmania il 19 novembre, Fakhro segnò il suo primo gol in nazionale, assicurando una vittoria per 3-2 per il Libano. Il 25 marzo 2025, Fakhro segnò due gol in una vittoria per 5-0 contro il Brunei nelle qualificazioni alla Coppa d'Asia 2027.

## Statistiche

### Cronologia presenze e reti in nazionale
| Cronologia completa delle presenze e delle reti in nazionale ― Libano | Cronologia completa delle presenze e delle reti in nazionale ― Libano | Cronologia completa delle presenze e delle reti in nazionale ― Libano | Cronologia completa delle presenze e delle reti in nazionale ― Libano | Cronologia completa delle presenze e delle reti in nazionale ― Libano | Cronologia completa delle presenze e delle reti in nazionale ― Libano | Cronologia completa delle presenze e delle reti in nazionale ― Libano | Cronologia completa delle presenze e delle reti in nazionale ― Libano |
| Data                                                                  | Città                                                                 | In casa                                                               | Risultato                                                             | Ospiti                                                                | Competizione                                                          | Reti                                                                  | Note                                                                  |
| --------------------------------------------------------------------- | --------------------------------------------------------------------- | --------------------------------------------------------------------- | --------------------------------------------------------------------- | --------------------------------------------------------------------- | --------------------------------------------------------------------- | --------------------------------------------------------------------- | --------------------------------------------------------------------- |
| 14-11-2024                                                            | Rangsit                                                               | Thailandia                                                            | 0 – 0                                                                 | Libano                                                                | Amichevole                                                            | -                                                                     |                                                                       |
| 19-11-2024                                                            | Yangon                                                                | Birmania                                                              | 2 – 3                                                                 | Libano                                                                | Amichevole                                                            | 1                                                                     |                                                                       |
| 12-12-2024                                                            | Doha                                                                  | Kuwait                                                                | 1 – 2                                                                 | Libano                                                                | Amichevole                                                            | -                                                                     |                                                                       |
| 15-12-2024                                                            | Doha                                                                  | Kuwait                                                                | 0 – 2                                                                 | Libano                                                                | Amichevole                                                            | -                                                                     |                                                                       |
| 20-3-2025                                                             | Al Khawr                                                              | Libano                                                                | 4 – 0                                                                 | Timor Est                                                             | Amichevole                                                            | -                                                                     |                                                                       |
| 25-3-2025                                                             | Al Wakrah                                                             | Libano                                                                | 5 – 0                                                                 | Brunei                                                                | Qual. Coppa d'Asia 2027                                               | 2                                                                     |                                                                       |
| Totale                                                                |                                                                       | Presenze                                                              | 6                                                                     |                                                                       | Reti                                                                  | 3                                                                     |                                                                       |

## Palmarès
- Fußball-Regionalliga: 1

Duisburg: 2024-2025 (girone Ovest)